# Os malare bipartitum
Az os malare bipartitum (helytelen szinonimaként használva: os japanicum) egy rendellenes csont (os) a koponyán (cranium). A járomcsonton (os zygomaticum) rendellenesen kialakul egy varrat, mely a margo infraorbitalis-szal fut párhuzamosan, és ez körbehatárolja a rendellenes csontot. (kép nem áll rendelkezésre)